# Bloki Kolejowe
Bloki Kolejowe – część miasta Olsztyna w Polsce w województwie śląskim, w powiecie częstochowskim, w gminie Olsztyn.
Osiedle składa się z jednego trójpoziomowego bloku z francuskimi balkonami, jednej willi oraz budynków gospodarczych, wybudowanych na potrzeby mieszkalne dla zatrudnionych przy stacji towarowej Częstochowa Mirów. Na osiedlu jest brak dróg asfaltowanych.
Bloki Kolejowe mają ekstremalnie perferyjne położenie względem Olsztyna, w którego granicach się znajdują. Od Słowika dzieli je zaledwie około 700 m w kierunku zachodnim. Natomiast dojazd do centrum Olsztyna jest uciążliwy z powodu położenia Bloków po zachodniej stronie węzła kolejowego, a co z kolei wymaga okrężnej drogi, najpierw ku północy, następnie na wschód drogą krajową nr 46 nad torowiskiem na terenie Częstochowy, a następnie na południowy wschód w kierunku olsztyńskiego rynku – w sumie objazd o około 8 km. Ponadto Bloki oddzielone są od Olsztyna kompleksem lasów, co sprawia że spójność przestrzenna z miastem jest minimalna.
W latach 1975–1998 miejscowość administracyjnie należała do województwa częstochowskiego.